# Billeder af DDSG & I's historie
Billeder af DDSG & I's historie er en dansk dokumentarfilm fra 1980 instrueret af Ebbe Larsen efter eget manuskript.

## Handling
Filmen giver et billede af udviklingen fra skyttebevægelsens start i 1861 gennem de første ca. 100 år til De danske Skytte-, Gymnastik- og Idrætsforeninger af i dag. Bevægelsens udvikling og idé ses i forhold til den historiske udvikling i det hele taget.